# Augustus Le Plongeon
Augustus Henry Julian Le Plongeon (4. května 1825 Jersey – 13. prosince 1908 New York) byl britský fotograf, archeolog, antikvariář, cestovatel a spisovatel. Byl badatelem v oblasti předkolumbovských amerických civilizací, zejména mayské civilizace na Yucatánu. Byl oceňován nikoli tolik pro své excentrické teorie, které nikdy nebyly široce uznávané vědeckou komunitou, ale především pro svou pečlivou fotografickou dokumentaci předkolumbovských ruin. Byl členem svobodného zednářství.

## Raný život a kariéra
Le Plongeon se narodil na ostrově Jersey dne 4. května 1825. V 19 letech odplul do Jižní Ameriky a ztroskotal u pobřeží Chile. Zatímco tam se usadil ve Valparaisu a učil matematiku, kreslení a jazyky na místní vysoké škole. V roce 1849 odplul do San Francisca během kalifornské zlaté horečky, aby pracoval jako zeměměřič a také se vyučil, aby se stal doktorem medicíny. Jedním z jeho úspěchů zeměměřiče bylo nakreslení plánu uspořádání města Marysville v Kalifornii v Central Valley v roce 1851. Augustus byl za své služby zeměměřiče placen pozemkovými listinami. Z prodeje těchto pozemků profitoval a tento příjem financoval většinu jeho archeologických expedic.
Le Plongeon cestoval do Anglie, kde v roce 1851 na Světové výstavě viděl představení nových fotografických postupů. Poté zůstal v Anglii studovat fotografii pod vedením Williama Foxe Talbota. Augustus chtěl otestovat tyto fotografické metody v tropickém podnebí, a tak trávil čas cestováním na St. Thomas, Panenské ostrovy a také do Mexika, Austrálie, Číny a na tichomořské ostrovy. Vrátil se do San Francisca, aby si otevřel daguerrotypní portrétní studio na Clay Street. V roce 1862 odcestoval do Limy v Peru a otevřel další fotografické studio a „elektro-hydropatickou“ lékařskou kliniku založenou na rané formě alternativní medicíny.

## Objevy a kontroverze

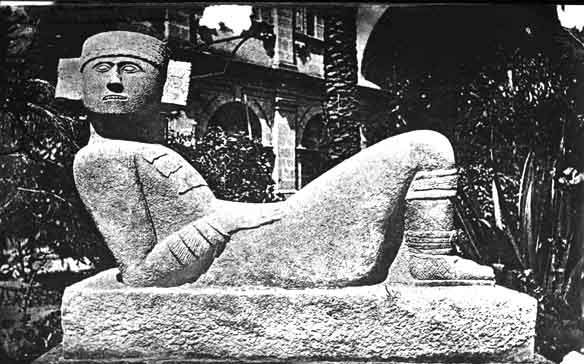
Chac Mool v lokalitě zaniklého města Chichén Itzá

Augustus Le Plongeon hrál významnou roli v archeologii Yucatánu v 19. století. Spolu se svou ženou Alicí Dixon Le Plongeonovou zkoumal a dokumentoval četná mayská archeologická naleziště se zaměřením zejména na Chichén Itzá a Uxmal. Jejich práce byla průkopnická, protože byli mezi prvními, kteří použili fotografii k dokumentaci starověkých míst, a přispěli tak k trvalému vizuálnímu záznamu mayských ruin.
V roce 1875, při vykopávkách zaniklého města Chichén Itzá, Le Plongeon objevil Chac Mool, sochu představující ležící postavu s talířem na břiše, interpretovanou jako součást mayských náboženských rituálů. Le Plongeon věřil, že Chac Mool byl klíčovou postavou v mayské historii a náboženství, spojoval ji s praktikami obětí a uctívání. Jeho interpretace a spekulativnější teorie, jako je spojení Mayů a staroegyptské civilizace nebo Atlantidy, však byly akademickou obcí silně kritizovány, což je teorie považovaná za fantazijní a nepodloženou.
Navzdory sporům pomohla Le Plongeonova práce na Yucatánu podnítit mezinárodní zájem o archeologii regionu a předkolumbovské civilizace, zejména prostřednictvím fotografie.

### Peru
Le Plongeon byl průkopníkem využití fotografie jako nástroje pro svá studia. Začal používat negativní proces s mokrým kolódiovým sklem, který používal pro studiové portréty, aby zaznamenal své průzkumy. Osm let hodně cestoval po celém Peru, navštěvoval a fotografoval starověké ruiny, včetně Tiahuanaca. Augustus se také připojil k řadě expedic E. G. Squiera a fotografoval v terénu. Le Plongeon byl ovlivněn dílem Charlese Étienna Brasseura de Bourbourg, Johna Lloyda Stephense a Fredericka Catherwooda. Tyto práce v kombinaci s jeho vlastními průzkumy v Peru vedly Le Plongeona k přesvědčení, že civilizace má svůj původ v Novém světě.
V Peru se Augustus začal zajímat o příčiny zemětřesení. Pozoroval zemětřesení ve městě Arica v roce 1868 a studoval výsledné škody a vedl rozhovory s lidmi o tom, co zažili. Během této doby začal Le Plongeon také vystupovat proti zneužívání ze strany jezuitských kněží a katolické církve v Peru. Vydal dvě protijezuitské knihy, La religion de Jesus comparada con las ensenanzas de la Iglesia (1867) a Los Jesuitas y el Peru (1869).
V roce 1870 opustil Peru a odcestoval znovu do San Francisca, kde přednesl řadu ilustrovaných přednášek na Kalifornské akademii věd o peruánské archeologii a příčinách zemětřesení. Jeho cesty pak pokračovaly do New Yorku a v roce 1871 byl v Britském muzeu v Londýně studovat mezoamerické rukopisy.

### Alice Dixonová Le Plongeonová

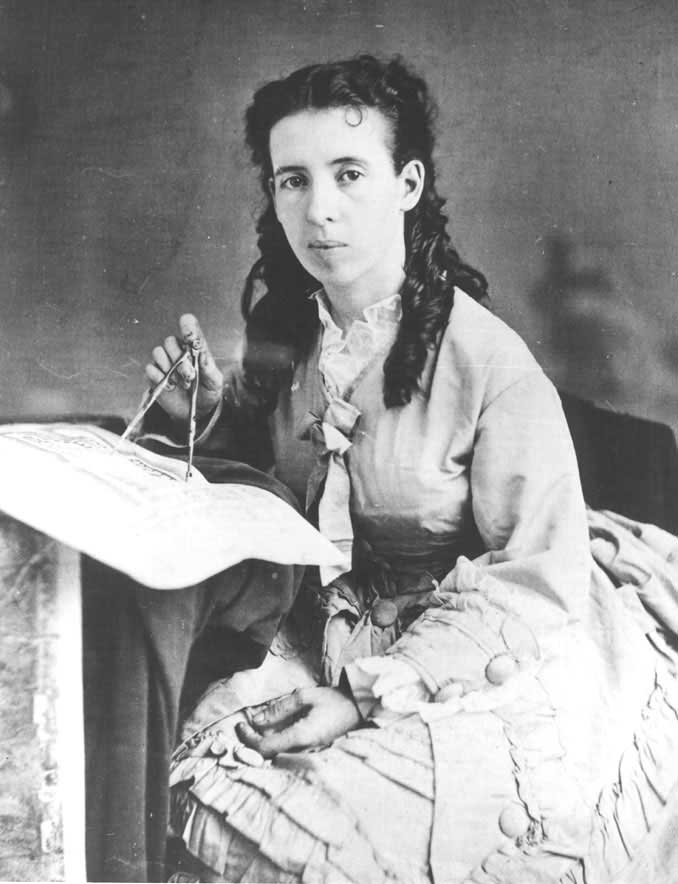
Portrét Alice Dixonové, pořízený jejím manželem Augustem

V Londýně potkal Alici Dixonovou, ženu, se kterou spolupracoval po zbytek svého života. Alice se narodila v Londýně v roce 1851. Její otec Henry Dixon byl na konci devatenáctého století oceněn za svůj příspěvek k rozvoji panchromatické fotografie a za fotografie londýnské architektury pořízené pro Společnost pro fotografování památek starého Londýna. Alice se naučila techniku fotografování od svého otce a pracovala jako asistentka v jeho ateliéru. Po setkání s Augustem se začala zajímat o starověké americké civilizace a studovala Johna L. Stephena Incidents of Travel in Yucatan. Souhlasila s tím, že bude doprovázet Augusta na archeologické expedici s cílem studovat mayské ruiny v Mexiku. Pár odjel do New Yorku, aby dokončil přípravy na cestu. Vzali se v New Yorku před cestou do Mexika v roce 1873.

### Yucatán
V roce 1873 Le Plongeonovi cestovali na Yucatán, aby studovali starověká mayská místa. Jejich cílem bylo prozkoumat možnosti spojení mezi Mayi a civilizacemi starověkého Egypta a Atlantidy. Jejich první zastávka byla v Méridě, kde museli zůstat déle, aby se Alice zotavila ze žluté zimnice. Během její rekonvalescence se pár spojil s místními učenci a Augustus i Alice se naučili mluvit jazykem Yucatec Maya. Poté, co se Alice uzdravila, Le Plongeonovi podnikli krátkou exkurzi do Uxmalu.
Le Plongeonovi byli na Yucatánu během kastovní války, konfliktu mezi Mayi, nazývanými Chan Santa Cruz, a armádou Yucatánu. Když v roce 1875 cestovali do Chichén Itzá, doprovázel je vojenský doprovod. Když dorazili na místo, byli najati místní mayští muži, aby vyčistili vegetaci a pomohli s vykopávkami.
Le Plongeonovi byli jedni z prvních, kteří fotografovali a studovali Chichén Itzá. Jejich fotografická práce byla metodická a systematická a pořídili stovky stereofotografií. Zdokumentovali celé mayské budovy, jako je "guvernérský palác" v Uxmalu, na překrývajících se fotografiích umístěním fotoaparátu na vysoký stativ nebo lešení pro korekci perspektivy a poté zpracovali desky v neosvětlených místnostech mayských budov. Kromě celých fasád budov fotografovali také drobné artefakty a architektonické detaily, jako jsou basreliéfy, mayské hieroglyfické nápisy a sochy. Vykopávali budovy, kreslili mapy a kopírovali nástěnné malby a vyráběli formy z basreliéfů.
V Chichén Itzá vykopali stavbu známou jako Platforma orlů a jaguárů a odkryli velkou sochu nebo oltářní figurínu. Vymysleli pro to název „Chaacmol“ (později „Chac Mool“ nebo chacmool). Ačkoli je dnes známo, že jejich odvození jména nemělo žádnou souvislost s postavami tohoto typu, jméno zůstalo mezi pozdějšími archeology obecně používáno. Tato socha byla později použita jako demonstrace vlivů Toltéků na místě, s dalšími příklady nalezenými v hlavním městě Toltéků, Tule. Svůj vykopávky platformy Venuše dokumentovali fotografiemi a také nákresy plánů a řezů.
V letech 1873 až 1884 Le Plongeonovi navštívili a fotografovali další mayská místa, jako je Izamal, Isla Mujeres, Cozumel, Cancún a Ake, a cestovali do Belize (britský Honduras). Během této doby podnikli několik výletů zpět do New Yorku, aby se pokusili prodat basreliéfní formy do muzeí, pořádat přednášky a vyžádat si finanční podporu pro svá studia.

## Teorie
V 80. letech 19. století, zatímco většina Mayanistů přijímala, že mayská civilizace byla starší než starověký Egypt, Le Plongeon si stál za svými teoriemi. Citoval své roky práce v terénu a studie archivních zdrojů a vyzval ty, které považoval za „křeslo“ archeology, aby o těchto otázkách diskutovali. Nicméně, jako důkaz proti kulturnímu šíření, Le Plongeon se stal marginalizovaným a jeho teorie se dostaly dále mimo rostoucí hlavní proud mayské archeologie.
Le Plongeon trval na tom, že symboly svobodného zednářství lze vysledovat ke starověkým Mayům a že starověké znalosti přišly do starověkého Egypta ze starých Mayů prostřednictvím Atlantidy. On a Alice vytvořili imaginativní „historii“, přičemž mayská naleziště na Yucatánu byla kolébkou civilizace, přičemž civilizace poté putovala nejprve na východ do Atlantidy a později do starověkého Egypta. Le Plongeonové jmenovali krále a královny těchto dynastií a říkali, že různá umělecká díla jsou portréty takových starověkých králů (jako je slavný Chacmool, který pár vykopal v Chichén Itzá). Le Plongeons zrekonstruovali podrobný, ale fantazijní příběh královny Moo a prince Coha (také známého jako „Chac Mool“), ve kterém smrt prince Coha vyústila v postavení pomníků na jeho počest (podobně jako připomenutí prince Alberta královnou Viktorií).

#### Ztracený kontinent Mu
Představa země Mu se poprvé objevila v pracích Augusta Le Plongeona, který vedl vlastní výzkum mayských rozvalin na Yucatánu. Le Plongeon oznámil, že přeložil prastaré mayské spisy, které pravděpodobně ukazují, že Mayové Yucatánu byli starší než pozdější civilizace Atlantidy a Egyptu. Dodatečně vyprávěl příběh ještě staršího kontinentu Mu, který zanikl podobně jako Atlantida s tím, že přeživší obyvatelé založili mayskou civilizaci. (Pozdější experti na staré mayské texty objevili, že Le Plogeonův překlad byl spíše založen na jeho bujné fantazii).

## Dílo
- Vestiges of the Mayas (New York, 1881)
- Sacred Mysteries Among the Mayas and the Quiches, 11,500 Years Ago (New York, 1886)

## Pozdější kariéra a dědictví
Zatímco většina Le Plongeonových současníků jeho teorie odmítla, jednotlivci jako Ignatius L. Donnelly a Helena Blavatská čerpali z Le Plongeonových výzkumů pro své vlastní teorie. Augustus strávil zbytek svého života v Brooklynu ve státě New York, kde psal o spojení mezi Mayou a Egyptem a bránil se proti kritikům. Augustus le Plongeon zemřel v Brooklynu v roce 1908 ve věku osmdesáti tří let; Alice následovala v roce 1910 ve věku padesáti devíti let.
Sbírka děl Le Plongeons v současné době sídlí v Getty Research Institute v Los Angeles. Archiv obsahuje originální záznamy o jejich cestách od 60. let 19. století do počátku 20. století, včetně deníků, nepublikovaných odborných rukopisů a poznámek, korespondence a rozsáhlé fotografické dokumentace antické architektury a sochařství, pohledů na město a etnografických studií.
Le Plongeon byl zvolen členem Americké antikvářské společnosti v roce 1878.

## Galerie

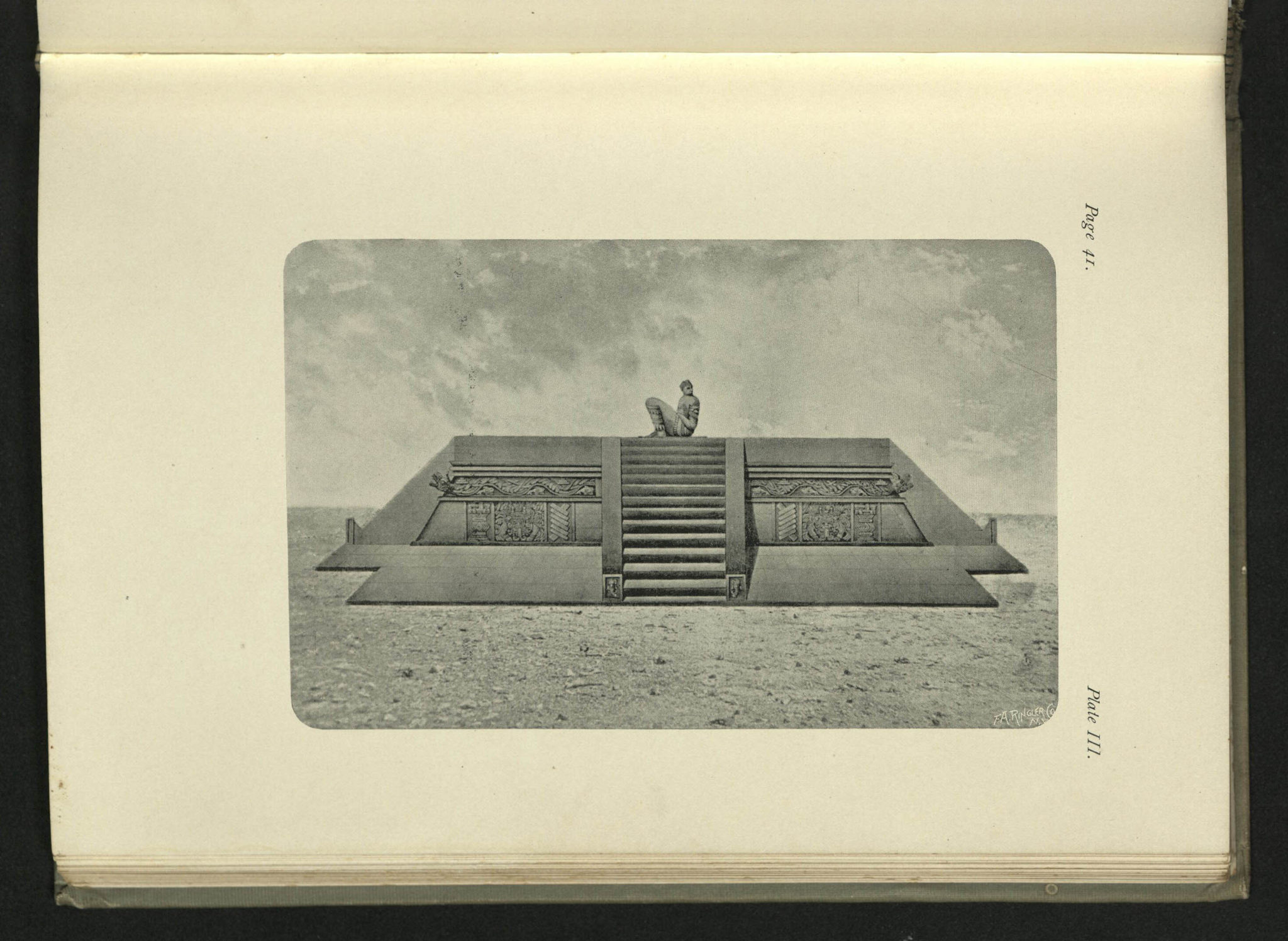
Moo
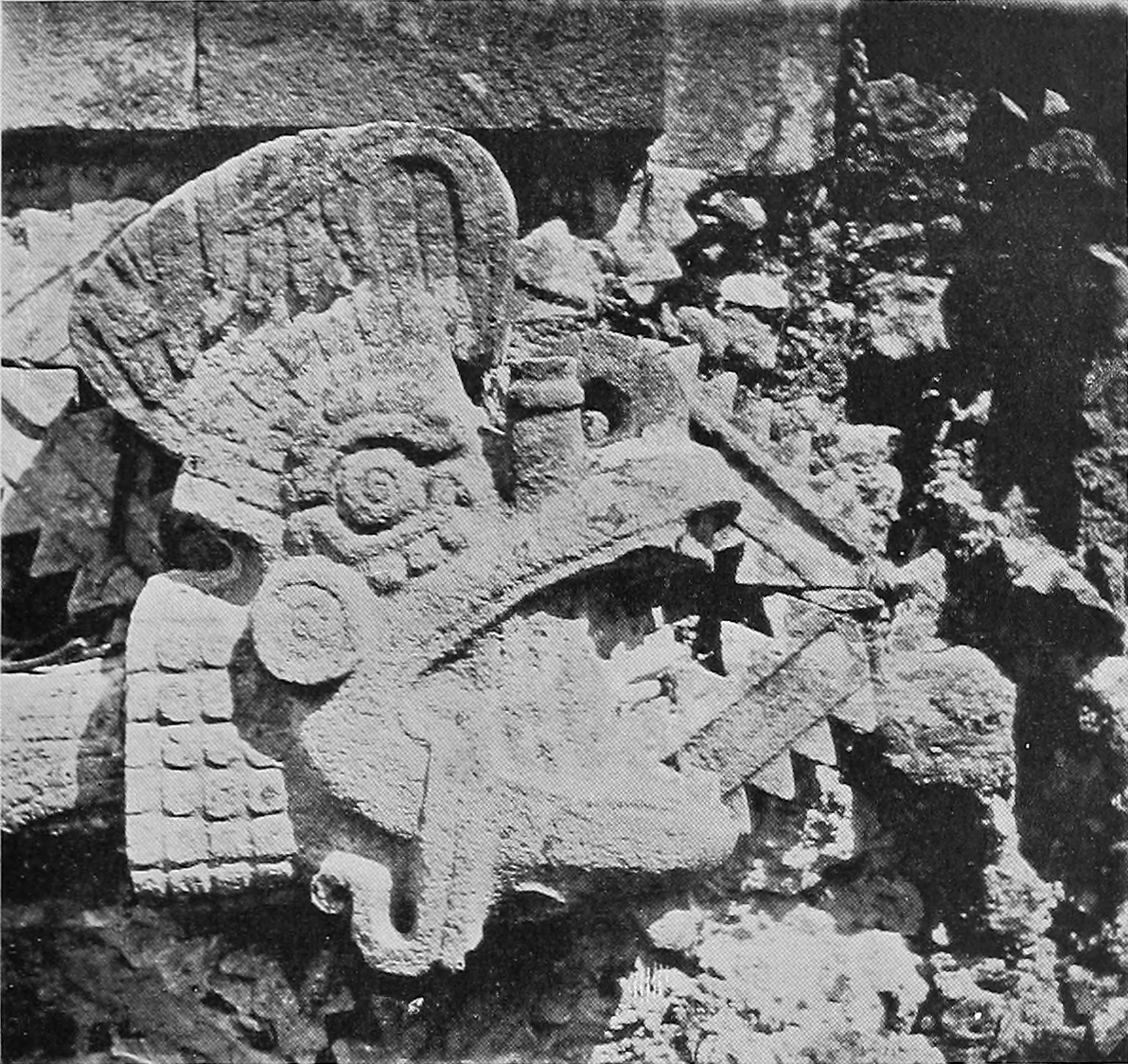
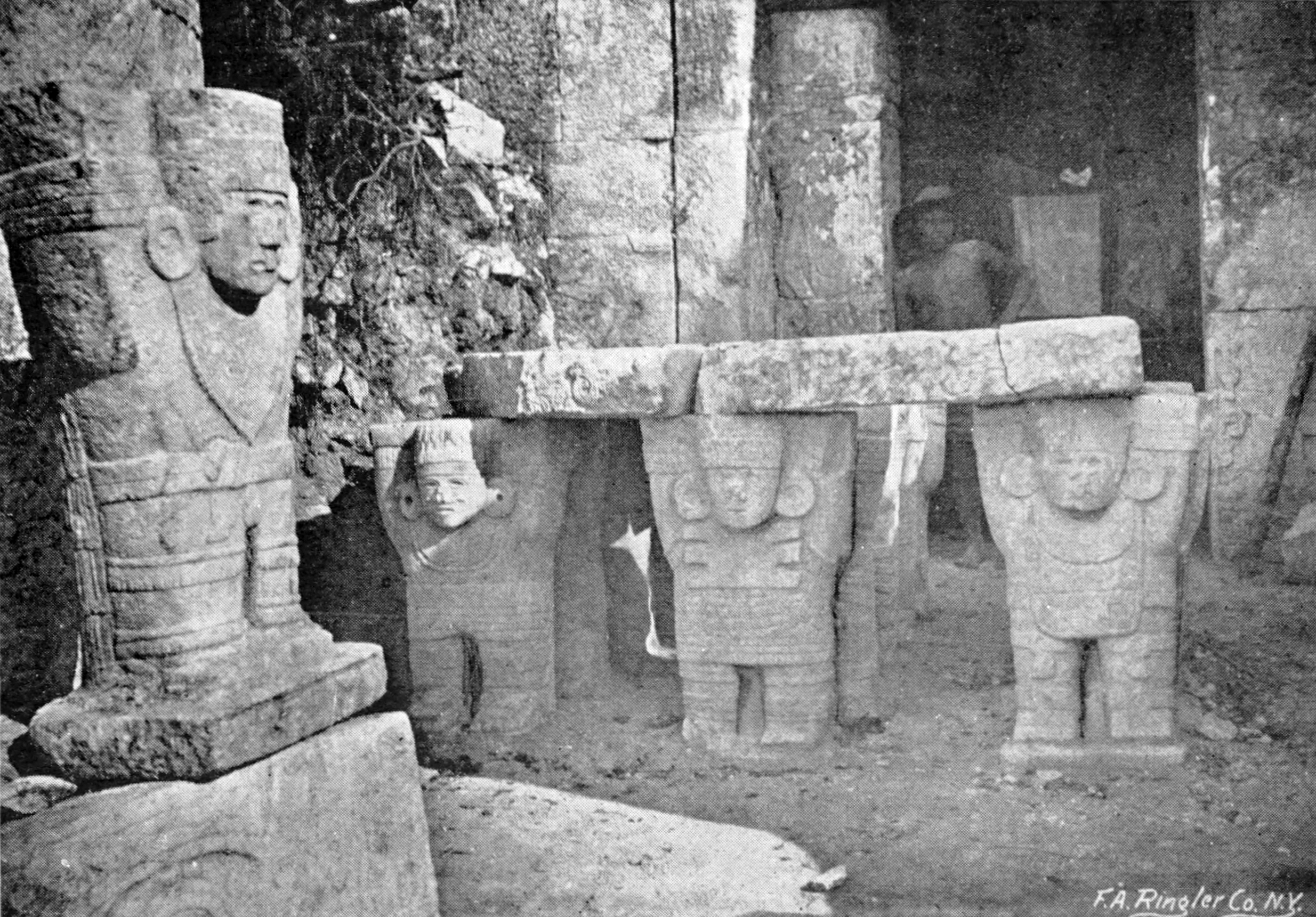
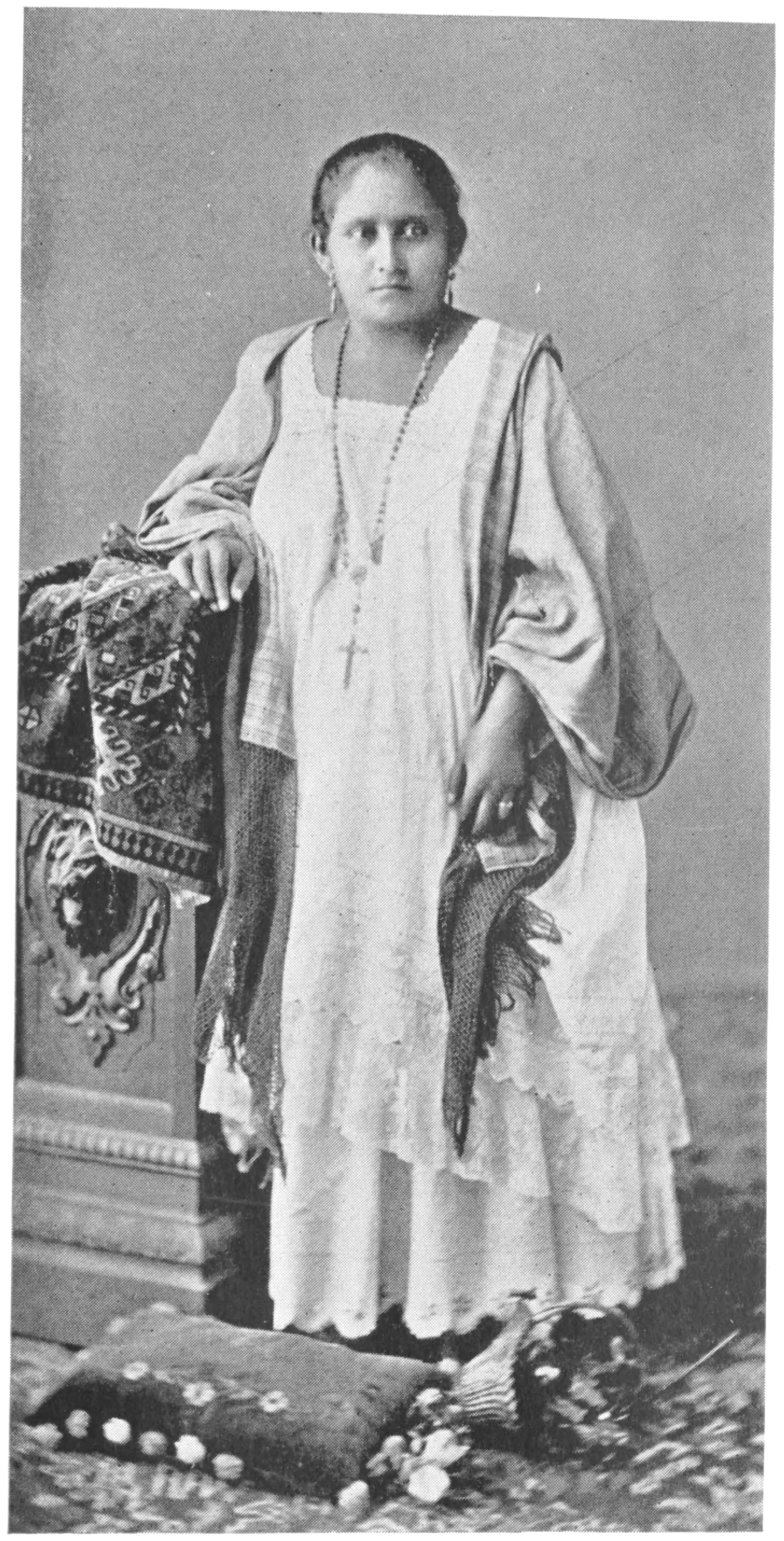
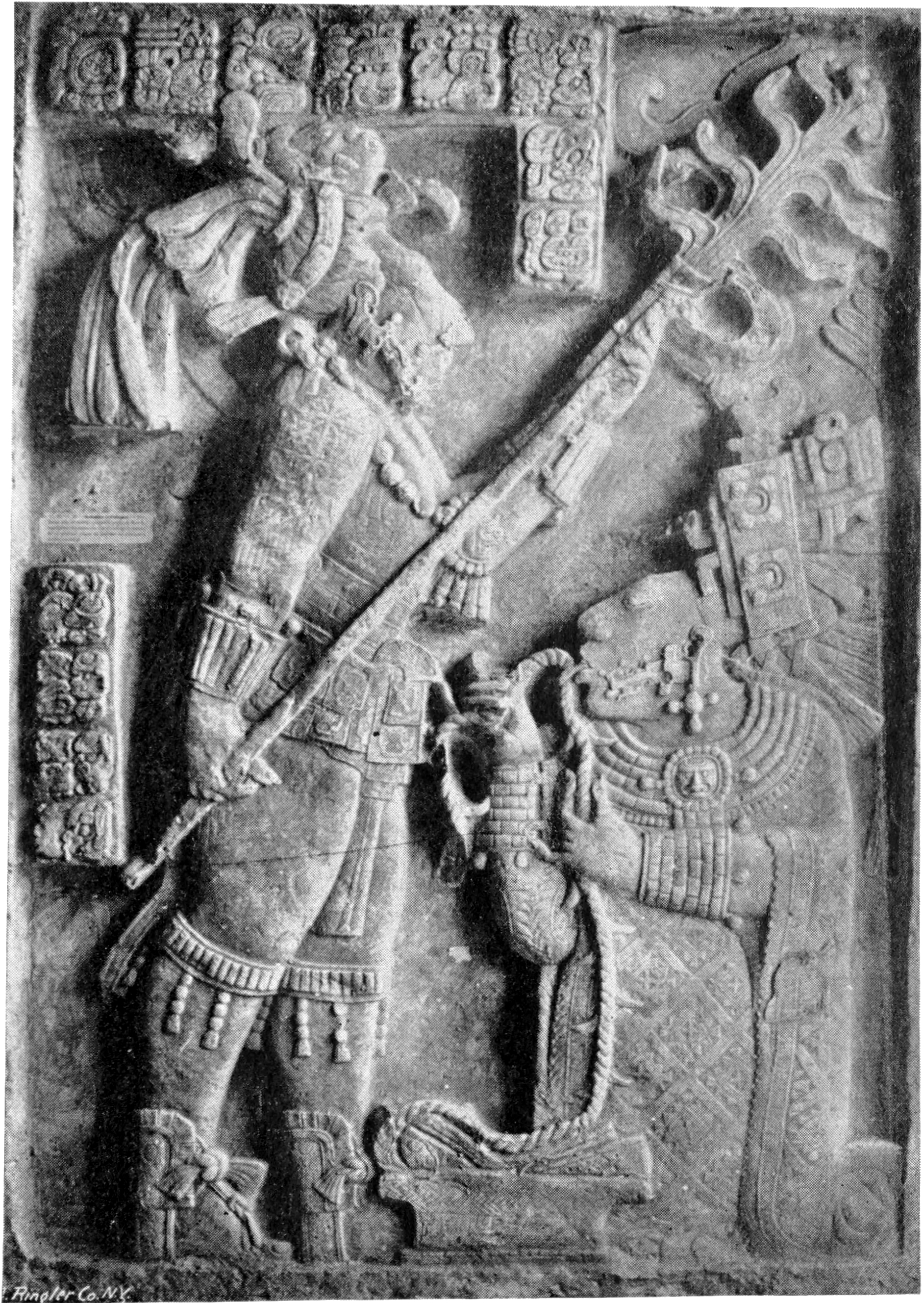
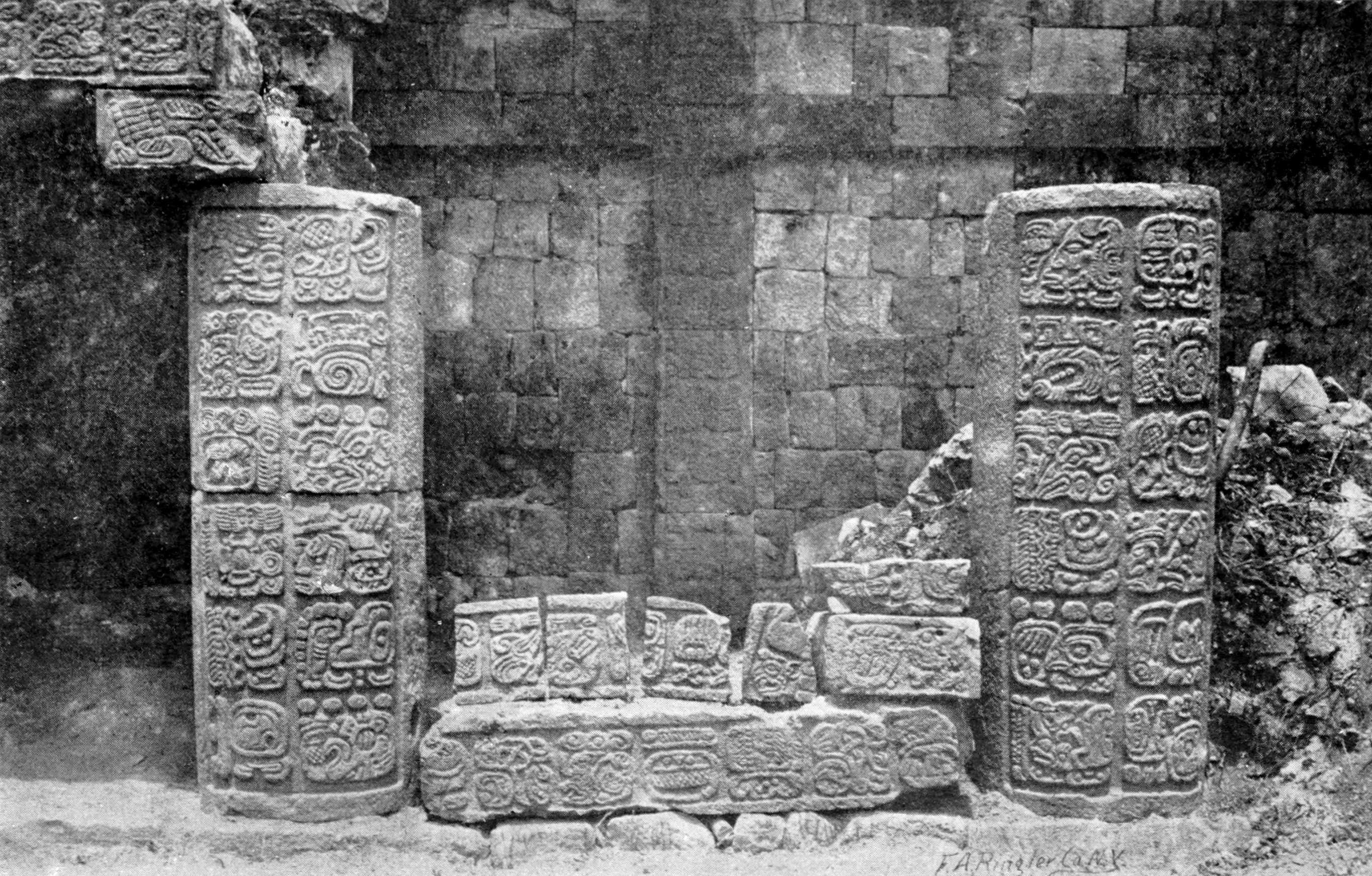
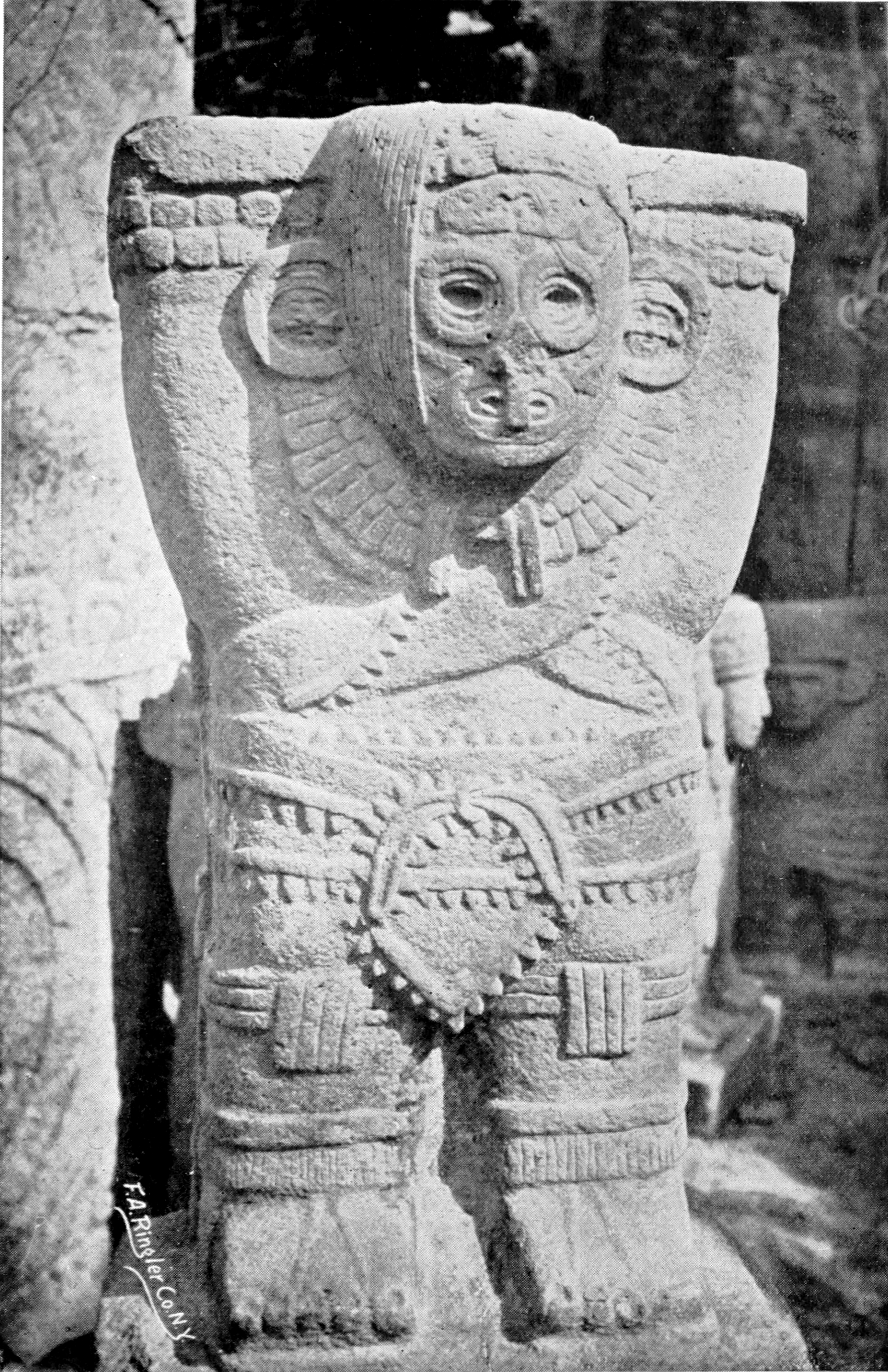
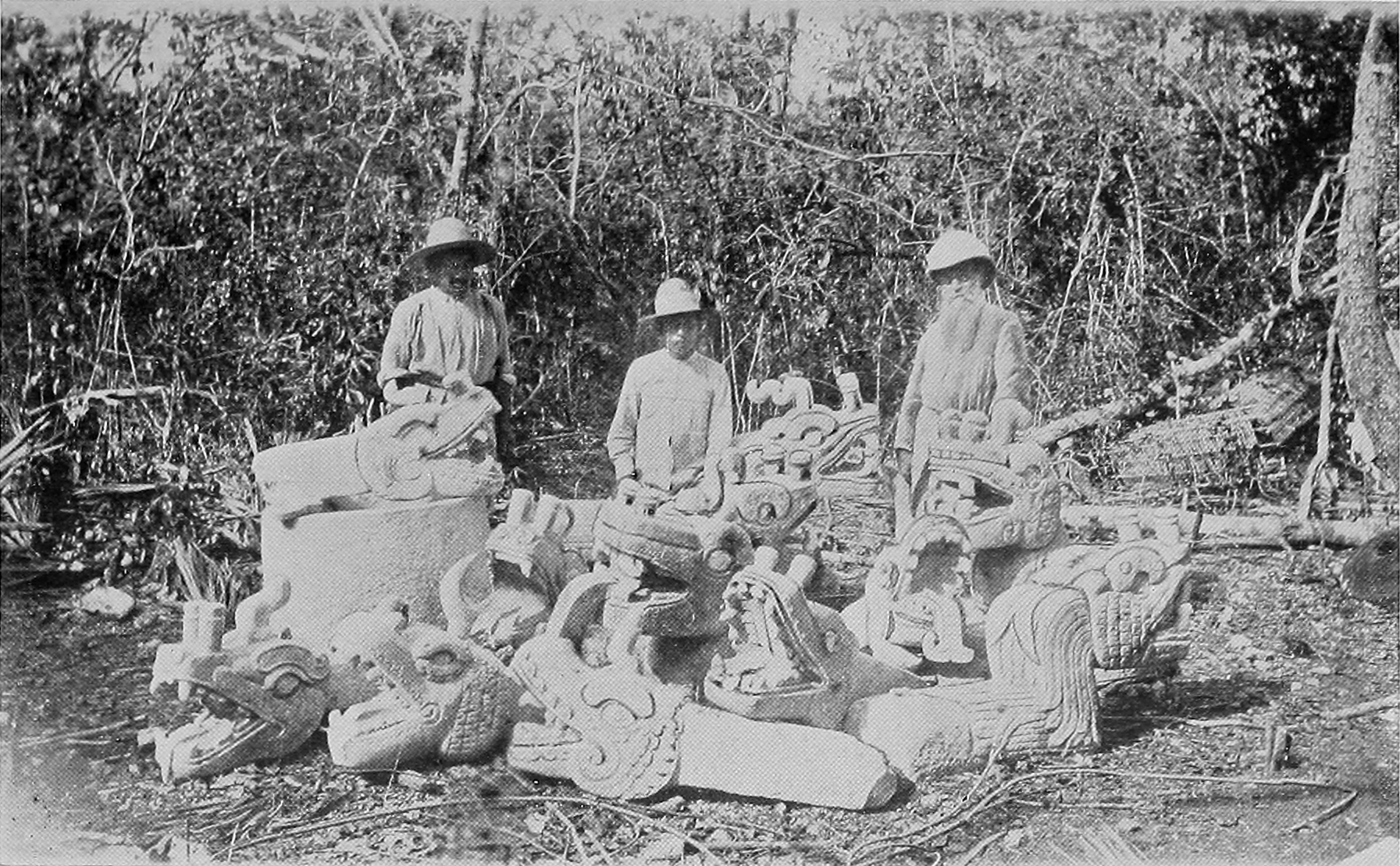